# Обрамление
Обрамление — вид композиции повествовательного произведения, при котором одна или несколько фабульных единиц (новелл, сказок, басен, притч) объединяются путём включения их в самостоятельную фабульную или нефабульную единицу — рамку. Используется также в кинематографе (например, в киноальманахе «Глубокой ночью»).

## Цикловое обрамление

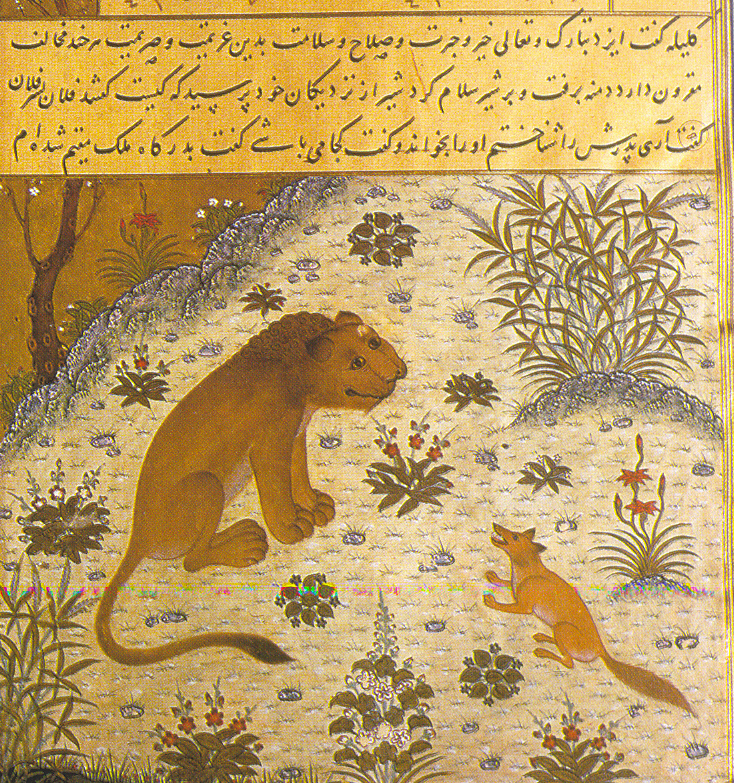
Иллюстрация к «Калиле и Димне», персидской адаптации индийской обрамлённой повести Панчатантра

В так называемом цикловом обрамлении налицо более или менее механическое соединение ряда самостоятельных повествовательных единиц, введение которых обычно мотивируется беседой или спором действующих лиц обрамляющей повести или ссылками автора рамки на те или иные случаи.
Техника циклового обрамления представлена уже в литературах древнего и средневекового Востока (Индии, Персии, Аравии) и античного Запада. Она достигает в них высокого совершенства и посредством переводов и подражаний переходит в литературы новой Европы. В последних соединяются две традиции циклового обрамления: идущая с Востока техника обрамляющей повести с более или менее сильной насыщенностью дидактизмом и идущая от античности техника включения повествовательных иллюстраций в форму ораторской речи и беседы. В обрамленных беседами действующих лиц сборниках новелл Возрождения («Декамерон» Бокаччо, «Гептамерон» Маргариты Наваррской, «Кентерберийские рассказы» Чосера) обе техники органически сливаются, преодолевая в значительной мере механический характер связи обрамления с новеллистическими вставками.
Приём обрамления использовали авторы сказок, например, Джамбаттиста Базиле («Сказка сказок») и Вильгельм Гауф (Альманахи сказок).
Органический характер носит обрамление в сборниках романтиков («Фантазус» Тика, «Серапионовы братья» Гофмана, «Русские ночи» Одоевского, «Повести Белкина» Пушкина), поскольку рамки беседы становятся формой выражения тех же философских и эстетических идей, что и повествовательные вставки, и мотивируют самый характер последних. Некоторые романы той же эпохи («Рукопись, найденная в Сарагосе», «Мельмот Скиталец») написаны в т. н. шкатулочном стиле (рассказ в рассказе).

## Обрамление реалистической прозы
Художественный метод реализма предпочитает технику обрамления отдельной повести, принципиально отличную от техники циклового обрамления, ибо здесь с самого начала не прием механического объединения независимых друг от друга единиц, но вытекающее из особенностей самого жанра объединение частей той же фабулы.
Обрамление реалистической повести органически слито с обрамляемой фабулой: оно или обосновывает те или иные особенности её развертывания, противоречащие обычным формам реалистического повествования (введение фантастики, предвосхищение действия во времени, мотивировка особенностей сказа — архаизмов, диалектизмов и т. п.), или подкрепляет теми или иными указаниями фикцию действительности сообщаемого (указание места и времени, рассказ свидетеля и т. п.). Поэтому обрамление отдельной повести легко может быть сжато до одной вступительной фразы и даже до подзаголовка (ср. например подзаголовки повестей Чехова «Рассказ проходимца», «Рассказ старого матроса» и т. п.).